# Korowai
Ne doit pas être confondu avec Korovaï.
Les Korowai, aussi appelés Kolufaup, sont une population de Nouvelle-Guinée occidentale, au sud-est de la province indonésienne de Papouasie. Leur nombre est estimé à environ 2 868 (2010). Ils vivent dans la région de la côte méridionale, au nord de Boma et à l'est de Senggo, dans le kabupaten de Merauke. Ils étaient entièrement isolés du reste du monde jusque dans les années 1970. Seuls quelques-uns d'entre eux sont alphabétisés.

## Langue
Leur langue appartient au groupe awyu-dumut, de la famille des langues Trans-Nouvelle-Guinée. Une grammaire et un dictionnaire ont été produits par un missionnaire et linguiste néerlandais.

### Habitat

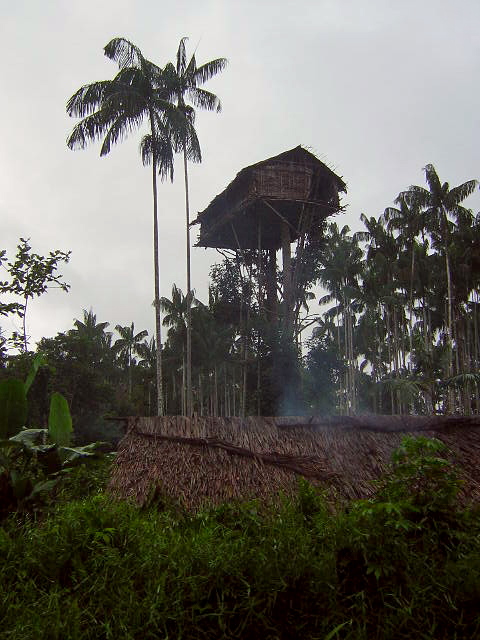
Maison korowai

Les clans korowai vivaient dans des maisons faites de bois, de bambou et de feuilles, construites à la cime des arbres, loin des moustiques et des prédateurs. Les clairières autour étaient rasées dans le but de voir l'ennemi arriver et pour éviter de se faire surprendre par des animaux.   
Un clan, établi dans une clairière, pouvait construire une à cinq maisons à une hauteur moyenne de huit à douze mètres.
La construction d’une maison dans les arbres s’effectue en choisissant un arbre vigoureux (Banyan ou Wanbom) pour constituer le pilier central. À partir d’échafaudages temporaires autour de l’arbre, le plancher est assemblé en s’appuyant sur plusieurs arbres secondaires ou des branches maîtresses. La structure du plancher est composée de petits rondins assemblés avec des lianes de rotin puis recouverts d’écorce de sagoutier. Les murs sont constitués d’écorce ou de feuillages tressés. Le toit est recouvert de palme. Les maisons perchées ont un plan rectangulaire, compartimenté sommairement en deux ou trois pièces, dont au moins une est réservée aux femmes. Chaque espace dispose de son propre foyer. Afin de ne pas risquer de voir le feu se propager à la maison, les foyers sont déposés sur une structure en branches recouverte d’argile et suspendue au-dessus du vide avec des liens en osier, faciles à trancher en cas de problème. 
Les matériaux nécessaires à la construction des maisons sont prélevés dans l’environnement immédiat, la zone est défrichée et élargie sur un cercle allant de quelques dizaines à une centaine de mètres, afin de rendre visible toute arrivée d’intrus. Cet espace est sommairement utilisé pour faire pousser quelques fruits ou légumes, mais sans culture organisée. On accède aux maisons par un petit tronc, aisément rétractable, entaillé d’encoches.
Les maisons sont construites en un ou deux jours et durent de trois à cinq ans. Une nouvelle maison est construite dans la même clairière lorsque le clan s’agrandit et tant que la forêt environnante subvient aux besoins alimentaires des familles présentes. Quand le nombre de sagoutiers diminue, le clan recherche un emplacement plus profitable dans son territoire de chasse et reconstruit des huttes perchées. La durée de vie des maisons constitue la référence calendaire essentielle des Korowai. La vie s’écoule en comptant le nombre de maisons habitées.  
En langue Korowai ces maisons se nomment "chem" (ou kchaim). Les maisons longues cérémonielles, construites au niveau du sol à l’occasion des fêtes, sont des cha-le (ou khaü).
Depuis 1980, certains Korowaï christianisés se sont établis dans des villages nouvellement construits par le gouvernement indonésien, ce qui les éloigne de leurs traditions et les rapproche de la civilisation moderne. Durant les années 2000, l'Etat indonésien a renforcé sa politique de construction de villages afin de vider les forêts de leur population. Aujourd'hui, la quasi-totalité des Korowaïs vivent dans ces fameux villages et ont délaissé les habitats traditionnels.

### Structures sociales
La patrilinéarité est la structure de base de l’organisation sociale, économique et politique. Dans la société korowai, des liens du type lévirat existent. Le modèle du mariage est celui de l'exogamie et la polygynie est pratiquée.
Bien qu’égalitaire à la base, l’organisation sociale au sein des clans est en fait dominée par le big man, l’homme le plus riche et charismatique. Il n’existe pas d’organisation au-dessus du clan, composé de quelques familles vivant sur le même lieu.
Des rixes entre clans apparaissent principalement en raison de « mauvais sorts » jetés sur un individu ou une communauté par des actes de sorcellerie. La conjuration des maléfices pouvait jadis conduire à des pratiques d’anthropophagie.

### Vie religieuse
Malgré la politique du gouvernement indonésien qui cherche à l’éradiquer au profit d’un monothéisme au choix, les Korowai sont encore majoritairement adeptes de l’animisme et vénèrent particulièrement l’esprit des ancêtres. L’esprit créateur, Ginol Silamtena, ne revêt cependant pas un rôle dominant dans leur vie quotidienne.
Un clan Korowai doit organiser de temps en temps une fête rituelle autour d’un banquet à base de larves de « capricornes » qui se développent dans les troncs de palmiers sagoutiers abattus. L’origine de ces pratiques était de stimuler la prospérité et la fertilité. En période de trouble, ils sacrifient aux esprits des ancêtres des cochons domestiqués. 
Les Korowai sont dotés d’une riche tradition orale. Avec respect pour la mort et l’au-delà, ils croient en l’existence d’un type réciproque de réincarnation : ceux qui meurent peuvent être renvoyés n’importe quand dans le monde des vivants, par leurs parents dans le monde de la mort, pour se réincarner dans un nouveau-né de leur propre clan.
À la fin des années 1970, des missionnaires néerlandais sont passés parmi les Korowai, qui ont toutefois longtemps résisté à la conversion religieuse, les premiers convertis au christianisme ayant été baptisés seulement à la fin des années 1990. En 2003, une petite équipe de traducteurs de la Bible, membres de SIL International, s'établit à Yaniruma.
Il a été rapporté que les Korowai ont pratiqué l’anthropophagie jusque tard dans le XXe siècle. Les anthropologues pensent qu’ils ne la pratiquent plus depuis leurs contacts fréquents avec les étrangers, et que cela ferait maintenant partie de leur folklore, pour impressionner les touristes, et non plus de leurs pratiques. Le cannibalisme était lié aux dérives comportementales : le rituel voulait que ceux qui étaient considérés comme « possédés » par un khakhua (esprit d’un docteur sorcier secret) soient torturés, tués, puis mangés. Ce rituel aurait été pratiqué uniquement par les hommes.
Les korowai ont pratiqué l'anthropophagie et mangé leur ennemi, non pas pour se donner « la force de l'ennemi » mais « parce que ça a bon goût » et pour se nourrir, de la même manière qu'ils vont chercher du poisson dans la rivière.

### Économie
Les Korowai qui étaient encore chasseurs-cueilleurs au XXe siècle, pratiquant un peu d’horticulture en agriculture itinérante, restent d’excellents chasseurs et pêcheurs. Leur alimentation de base en féculents provient du palmier sagoutier, et les protéines, des larves de « capricornes » des souches des sagoutiers coupés, ainsi que des animaux, essentiellement des sangliers, chassés dans la forêt. L’agriculture extensive remplace de plus en plus ces anciennes pratiques et certains Korowai ont lancé depuis le début des années 1990 des excursions touristiques dans la région, se procurant ainsi des revenus.

## Les Korowai dans la culture
En 2006, des Australiens tournent un documentaire à leur sujet. En 2009, c'est l'émission Rendez-vous en terre inconnue produite par France Télévisions qui envoie la chanteuse Zazie vivre quelques jours dans un clan traditionnel.